# 红升乡
红升乡，是中华人民共和国辽宁省抚顺市新宾满族自治县下辖的一个乡镇级行政单位。

## 行政区划
红升乡下辖以下地区：
旧门村、北蜂蜜沟村、南蜂蜜沟村、红升村、张家村、关家村和白旗村。